# ويليام ماثيو هارت
ويليام ماثيو هارت (بالإنجليزية: William Matthew Hart)‏ هو مصمم ليثوغراف أيرلندي، ولد في 1830 في ليمريك في جمهورية أيرلندا، وتوفي في 1908 في لندن الكبرى في المملكة المتحدة.